# L'Énigme de Kaspar Hauser
Pour plus de détails, voir Fiche technique et Distribution.
L'Énigme de Kaspar Hauser (titre original : Jeder für sich und Gott gegen alle, littéralement « Chacun pour soi et Dieu contre tous ») est un film allemand réalisé par Werner Herzog, sorti le 15 novembre 1974, dont l'idée de départ provient de l'histoire d'un personnage réel, Kaspar Hauser.  
Le film retrace la vie et la mort de Kaspar Hauser, un enfant trouvé[réf. nécessaire] du début du XIXe siècle, en Allemagne.

## Synopsis
Le jour de la Pentecôte, en 1828, à Nuremberg, apparaît sur la grand-place un jeune homme muet et misérable. Personne ne le connaît. Il a l'air idiot. Il est à peine capable de prononcer son nom. C'est Kaspar Hauser. Un homme qui a passé sa vie reclus dans un cachot.

## Fiche technique
Sauf indication contraire, les informations mentionnées dans cette section peuvent être confirmées par la base de données cinématographiques IMDb,  présente dans la section « Liens externes ».
- Titre français : L'Énigme de Kaspar Hauser
- Titre original : Jeder für sich und Gott gegen alle
- Réalisation : Werner Herzog
- Scénario : Werner Herzog
- Production : Werner Herzog, coproduction : ZDF
- Musique originale : Johann Pachelbel, Orlando di Lasso, Tomaso Albinoni, Mozart
- Musique : Bruno S. : improvisation au piano (non crédité)
- Photographie : Jörg Schmidt-Reitwein
- Décors : Henning von Gierke
- Montage : Beate Mainka-Jellinghaus
- Pays d'origine :  Allemagne de l'Ouest
- Langue : allemand
- Format : Couleurs - Mono
- Genre : Drame historique
- Durée : 110 minutes
- Dates de sortie : 
  -  Allemagne de l'Ouest : 1er novembre 1974
  -  Belgique : 10 novembre 1977 (Gand)
  -  France : 15 mai 1975 (festival de Cannes) ; 29 octobre 1975 (sortie nationale)

## Distribution
- Bruno Schleinstein (VF : Jacques Ferrière) : Kaspar Hauser
- Walter Ladengast (VF : André Valmy) : Professeur Daumer
- Brigitte Mira (VF : Hélène Tossy) : Käthe
- Willy Semmelrogge (VF : William Sabatier) : le directeur du cirque
- Michael Kroecher (VF : Philippe Mareuil) : Lord Stanhope
- Hans Musäus (de) (VF : René Arrieu) : l'homme inconnu
- Gloria Doer : Frau Hiltel
- Volker Prechtel (VF : Edmond Bernard) : Hiltel, le gardien de prison
- Herbert Achternbusch : hypnotiseur
- Wilhelm Bayer : ?
- Johannes Buzalski (de)
- Helmut Döring : Little King
- Alfred Edel (VF : Edmond Bernard) : le professeur
- Florian Fricke : Florian
- Herbert Fritsch : ?
- Andi Gottwald : Mozart jeune
- Kidlat Tahimik : Hombrecito
- Willy Meyer-Fuerst : Coroner
- Heinz H. Niemöller : Coroner
- Enno Patalas (VF : Claude d'Yd) : Pasteur Fuhrmann
- Walter Pflum : Coroner
- Volker Elis Pilgrim (VF : Jean-Claude Michel) : Pasteur
- Clemens Scheitz (VF : Bernard Musson) : le scribe
- Walter Steiner : ?
- Henry van Lyck (VF : Jean-Louis Maury) : Capitaine de cavalerie
- Benedikt Kuby : Serveur (non crédité)

## Autour du film
Comme François Truffaut pour L'Enfant sauvage quatre ans plus tôt, Herzog a choisi de travailler avec un acteur non professionnel, Bruno Schleinstein. Abandonné par ses parents à l'âge de trois ans, Bruno Schleinstein venait de passer 25 ans dans un orphelinat.